# عدد هيغنر
في نظرية الأعداد، عدد هيغنر  هو عدد صحيح موجب خال من المربعات d حيث....